# Mellophone

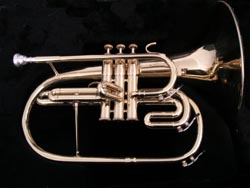
Un mellophone

Le mellophone est un instrument de musique de la famille des cuivres, utilisé dans certains types de fanfares déambulatoires (principalement américaines) en remplacement du cor d'harmonie. (Il ne faut pas le confondre avec le mélophone : instrument à soufflet en forme de guitare dont le son évoque celui de l'accordéon).
Comme le cor simple, il comporte trois pistons. Les pistons du mellophone sont actionnés de la main droite, alors qu'ils le sont de la main gauche pour le cor. De plus, les positions des pistons sont entre celles du cor et celles de la trompette. Les mellophones sont accordés en fa comme les cors d’harmonie, ou en mi{\displaystyle \flat }.
Les mellophones sont parfois préférés au cor d'harmonie, dans certaines fanfares, en raison d'une meilleure adaptation au jeu en marchant. D'une part en raison d'une masse inférieure à celle de la plupart des cors modernes, d'autre part parce que le pavillon du mellophone est orienté vers l'avant. Ce qui permet au musicien de diriger le son dans l’axe de la marche. Cette particularité acoustique s'avère importante lorsque la formation défile entre deux rangées de spectateurs. Il existe cependant des cors de défilé, qui présentent des caractéristiques semblables.
Sa géométrie particulière, avec des enroulements de tubes moins longs et moins complexes que celui d’un cor, donnent au mellophone l'aspect une grosse trompette au pavillon surdimensionné. 
L’embouchure est le plus souvent parabolique, similaire à celle d’une trompette, alors que les cors de concert sont généralement équipés d’une embouchure plus conique.

## Le mellophone en jazz
Le mellophone a parfois été utilisé en jazz (le big band de Stan Kenton a eu un temps une section de mellophones).
Comme spécialistes de l'instrument, on peut citer :
- John Entwistle ;
- Don Elliott ;
- Gene Roland ;
- Ray Starling ;
- Keith LaMotthe.